# The Width of a Circle
The Width of a Circle è un brano musicale scritto dall'artista inglese David Bowie, prima traccia dell'album The Man Who Sold the World del 1970.

## Il brano
The Width of a Circle apre The Man Who Sold the World con lo stesso rifiuto delle dottrine e dei guru che aveva caratterizzato l'album precedente Space Oddity (soprattutto la traccia Cygnet Committee), dopodiché David Bowie affronta una serie di paesaggi onirici e incontri allegorici che confermano Friedrich Nietzsche come uno dei suoi filosofi di riferimento nel 1970 e rimandano ad un passaggio di Al di là del bene e del male («Chi lotta con i mostri deve guardarsi di non diventare, così facendo, un mostro»):
Se l'ambiguità sessuale che caratterizzerà la vita e le opere di Bowie nei primi anni settanta comincia ad emergere, con un testo che soprattutto nella parte centrale suggerisce fantasie oniriche fatte di rapporti omosessuali, il viaggio nella profondità personale ed emotiva del cantante appare collegato anche alle visioni schizofreniche del fratellastro Terry Burns, e a quella che è stata definita "la danza con gli spettri della malattia mentale di David".
A tale proposito, nel 1993 Bowie rievocò uno degli attacchi epilettici di Terry che rimandavano proprio a questo brano: «È caduto a terra, diceva che la terra si apriva sotto di lui e che dal pavimento uscivano fiamme e materia».

## Registrazione
Dopo un breve "prototipo" presentato nelle sessioni BBC del 5 febbraio e del 25 marzo 1970, la traccia venne incisa un paio di mesi dopo durante la registrazione di The Man Who Sold the World e completata con l'aggiunta di quella che il bassista e produttore dell'album Tony Visconti definì "la parte col riff boogie spontaneo". Mick Ronson e Visconti riarrangiarono significativamente la composizione originale, inserendo una gran quantità di feedback e facendo convergere l'ambientazione folk melodica e la narrazione enigmatica di Bowie con sonorità simili ai Deep Purple o ai Black Sabbath.

## Formazione
- David Bowie - voce, chitarra
- Mick Ronson - chitarra
- Tony Visconti - basso, pianoforte, chitarra
- Mick Woodmansey - batteria
- Ralph Mace - sintetizzatore

## The Width of a Circledal vivo
Il brano venne eseguito per la prima volta nella sua forma originaria, mancante dell'impetuosa sezione centrale, nella sessione BBC registrata il 5 febbraio 1970 per il programma The Sunday Show. Venne replicata anche in quella del 25 marzo registrata per Sounds of the 70s con Andy Ferris.
The Width of a Circle avrebbe avuto un ruolo chiave nello Ziggy Stardust Tour 1972 e nell'Aladdin Sane Tour 1973, nel corso dei quali il lungo assolo di chitarra di Mick Ronson, adattato da quello già usato per le reinterpretazioni live di I Feel Free dei Cream, veniva dilatato dando la possibilità a Bowie di lasciare il palco per il cambio di costume e agli Spiders from Mars di lanciarsi in feedback e assoli di batteria. Venne eseguito anche durante il Diamond Dogs Tour 1974, con la chitarra di Earl Slick che lasciava maggior spazio a sassofono e tastiere, mentre la lenta introduzione venne recuperata in alcuni concerti dell'Earthling Tour 1997, come preludio a The Jean Genie.
Una versione dal vivo degli Spiders from Mars dedicata a Mick Ronson, scomparso il 29 aprile 1993, è stata inclusa nell'album Mick Ronson Memorial Concert registrato nel 1994 e pubblicato nel 2001. Oltre che da Trevor Bolder e Mick Woodmansey, per l'occasione gli Spiders erano formati da Joe Elliott e Phil Collen, voce e chitarra dei Def Leppard, e dal chitarrista Bill Nelson.

## Pubblicazioni
The Width of a Circle si trova in:
- Best Deluxe (1973, uscito in Giappone)
- David Live (1974)
- Ziggy Stardust - The Motion Picture (1983)
- Ziggy Stardust and the Spiders from Mars (1984, film concerto)
- Bowie at the Beeb (2000)
- The Collection (2005)
- Live Santa Monica '72 (2008)

## Cover
Cover di The Width of a Circle sono state pubblicate dagli Spurge e dai Cybernauts, rispettivamente in Crash Course for the Ravers: A Tribute to the Songs of David Bowie del 1996 e Cybernauts Live del 2000.